# Marianne Nøhr Larsen
Marianne Nøhr Larsen (nacida en 1963) es una escritora y antropóloga danesa que desde 2002 dirige el "Center for Interkulturel Dialog" (Centro de diálogo intercultural) de Copenhague.

## Biografía
Nacida el 26 de marzo de 1963, tras graduarse por Helsingør Gymnasium Nøhr Larsen estudió antropología en la Universidad de Copenhague, licenciándose en 1995. Desde 2002 ha encabezado en Copenhague el "Center for Interkulturel Dialog", una red que realiza cursos y seminarios sobre el diálogo intercultural. En particular,  ha ayudado a groenlandeses y musulmanes a adaptarse a la vida en Dinamarca. Con relación a las mujeres musulmanas, ha trabajado en los problemas asociados con los matrimonios concertados y llevar el velo. Ha hablado contra los esfuerzos de las autoridades danesas de forzar el modo de vida danés en las minorías étnicas: "Cuanto más les fuerces para que actúen de una manera determinada, más lucharán contra esto." Nøhr Larsen también ha escrito sobre las dificultades experimentadas por los homosexuales que pertenecen a minorías étnicas.

## Obras selectas
Nøhr Larsen ha publicado un número considerable de libros y artículos que incluyen:
- Fenger-Grøndahl, Malene; Nøhr Larsen, Marianne (2007). Den forbandede kærlighed: 14 fortaellinger om homoseksuelle og kulturel mangfoldighed. CDR. ISBN 978-87-7841-443-4.
- De små oprør. Saxo. 2004. ISBN 978-87-79341-371.
- Elsker - elsker ikke: om kærlighed og arrangerede ægteskaber. CDR. 2000. ISBN 87-7841-208-0.
- To ristede med pita. CDR. 1999. ISBN 978-87-78411-440.